# Province de Yamparáez
La province de Yamparáez est une des dix provinces du département de Chuquisaca, en Bolivie. Son chef-lieu est la ville de Tarabuco.
Le département a une superficie de 1 472 km2. Sa population s'élevait à 29 567 habitants au recensement de 2001.

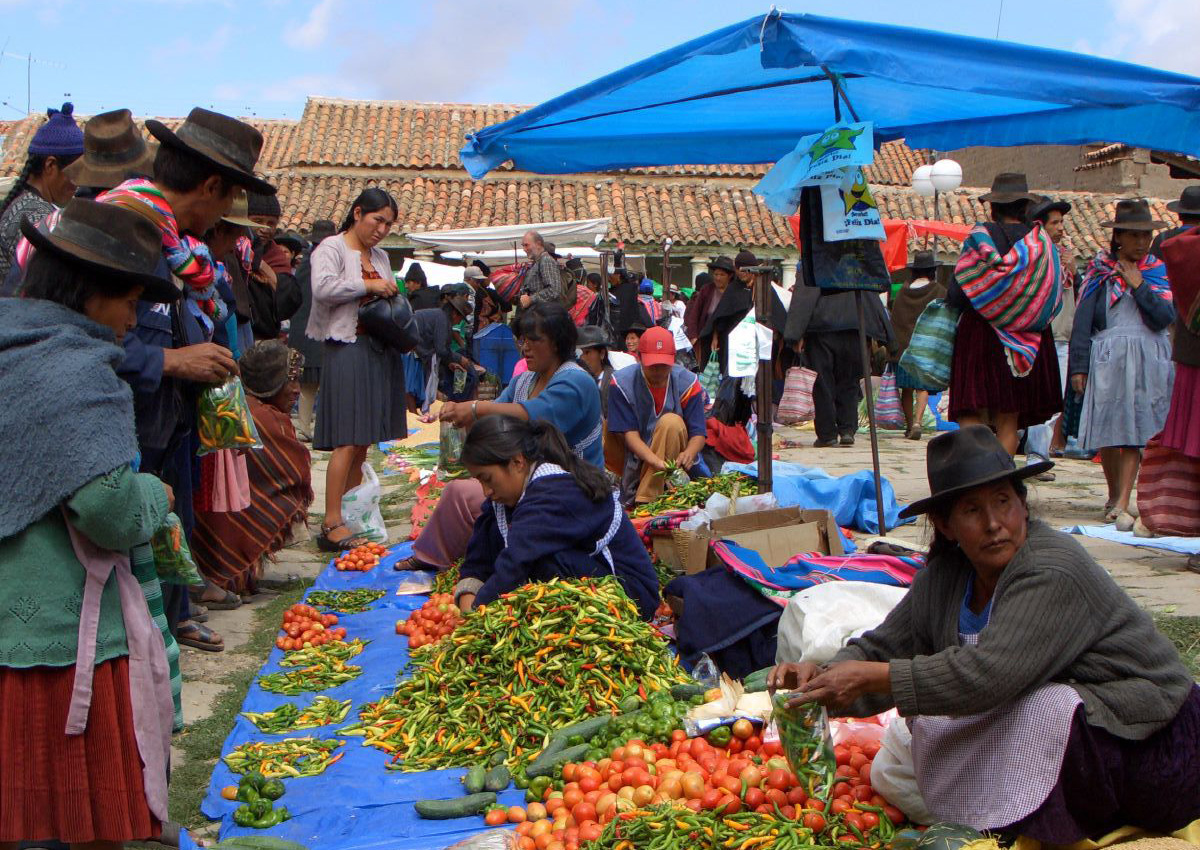
Marché de Tarabucol